# 大麻扇町
大麻扇町（おおあさおうぎまち）とは、北海道江別市の町丁。郵便番号は069-0843。人口は602人、世帯数は344世帯（2023年12月1日現在）。丁目の設定のない単独町名である。住居表示は全域で未実施。

## 地理
大麻扇町は函館本線の北西側に位置する地域で、町の境界線部に2番通がある。

## 歴史

### 年表
- 1965年（昭和40年）
  - 2月20日 - 「字大麻」の一部が「大麻扇町」に町名地番変更。

### 町名の変遷
町名の変遷は以下の通りである。
| 実施後   | 実施年月日    | 実施前（各町名ともその一部） |
| -------- | ------------- | ---------------------------- |
| 大麻扇町 | 1965年2月20日 | 字大麻                       |

## 世帯数と人口
2023年（令和5年）12月1日現在の世帯数と人口は以下の通りである。
| 町丁     | 世帯    | 人口  |
| -------- | ------- | ----- |
| 大麻扇町 | 344世帯 | 602人 |
| 計       | 344世帯 | 602人 |

### 人口の変遷
国勢調査による人口の推移。
| 1995年（平成7年）  | 685人 | [ 5 ]  |  |
| 2000年（平成12年） | 631人 | [ 6 ]  |  |
| 2005年（平成17年） | 572人 | [ 7 ]  |  |
| 2010年（平成22年） | 600人 | [ 8 ]  |  |
| 2015年（平成27年） | 550人 | [ 9 ]  |  |
| 2020年（令和2年）  | 565人 | [ 10 ] |  |

### 世帯数の変遷
国勢調査による世帯数の推移。
| 1995年（平成7年）  | 258世帯 | [ 5 ]  |  |
| 2000年（平成12年） | 244世帯 | [ 6 ]  |  |
| 2005年（平成17年） | 228世帯 | [ 7 ]  |  |
| 2010年（平成22年） | 274世帯 | [ 8 ]  |  |
| 2015年（平成27年） | 252世帯 | [ 9 ]  |  |
| 2020年（令和2年）  | 257世帯 | [ 10 ] |  |

## 小・中学校の通学区
小・中学校の通学区は以下の通り。
| 町丁     | 字・番地 | 小学校       | 中学校     |
| -------- | -------- | ------------ | ---------- |
| 大麻扇町 | 全域     | 大麻西小学校 | 大麻中学校 |

## 施設

### 公共・公的施設
- 江別市立大麻西小学校（大麻扇町1）[12]

### 公園
- おうぎまち公園（大麻扇町18,19,20,大麻西町30,31）[13]

### 医療・福祉
- 高橋内科医院（大麻扇町3-7）[14]
- 中村歯科医院（大麻扇町3-5）[15]

## 交通

### 鉄道
- 鉄道駅は町内には存在しない。最寄り駅は函館本線の大麻駅。[16]
  - 北海道旅客鉄道
    - ■函館本線

### バス
- ジェイアール北海道バス[17]

### 道路
- 一般国道
  - 町内に一般国道は存在しない[18]。

- 一般道道
  - 町内に一般道道は存在しない[18]。

- 都市計画道路
  - ３・４・313 2番通[18][19]